# Nagypatak (Kovászna megye)
Nagypatak (románul Valea Mare) falu Romániában Kovászna megyében, 1999 óta önálló község.
Sepsiszentgyörgytől 21 km-re délkeletre a Nagypatak völgyében fekszik. Ortodox temploma 1793-ban épült. Határában a Gyökeres-patakban és a Hamvas-hágóra vezető út mellett kénes források törnek fel.
1992-ben 1132 lakosából 1090 román, 28 cigány és 14 magyar volt.
2002-ben 1177 lakosából 1147 román, 17 cigány és 13 magyar volt.